# 馬里切伊卡湖
馬里切伊卡湖（烏克蘭語：Марічейка），是烏克蘭的湖泊，位於該國西部伊萬諾-弗蘭科夫斯克州，處於喀爾巴阡國家自然公園南部，長88米、寬45米，海拔高度1,510米，最大水深0.8米。
48°2′5″N 24°39′29″E / 48.03472°N 24.65806°E